# シルスイキツツキ
シルスイキツツキ（汁吸啄木鳥、学名：Sphyrapicus varius）は、キツツキ目キツツキ科に属する鳥類の一種。新北区、新熱帯区に生息する。英名はYellow-bellied Sapsucker。